# Ihlas Bebou
Ihlas Bebou (* 23. April 1994 in Aledjo Kadara, Region Kara) ist ein togoisch-deutscher Fußballspieler, der bei der TSG 1899 Hoffenheim unter Vertrag steht.

## Herkunft
Im Alter von elf Jahren zog Bebou mit seinem Vater und seiner Schwester zu seiner Mutter nach Düsseldorf. Er besitzt neben der togoischen auch die deutsche Staatsangehörigkeit.

## Karriere

### Vereine

#### Anfänge in Düsseldorf
Von der Winterpause 2004/05 bis zum 30. Juni 2009 spielte der Rechtsfüßer zunächst für Jugendmannschaften des Garather SV, dann vom 1. Juli 2009 bis zum 30. Juni 2011 in der B-Jugend des VfB 03 Hilden. Ab dem 1. Juli 2011 lief Bebou für die A-Jugend von Fortuna Düsseldorf zunächst als linker Mittelfeldspieler auf, dann im Sturm, ab dem 23. März 2013 in der zweiten Mannschaft, die in der Regionalliga West kickt. Nachdem er als 19-jähriges Nachwuchstalent zu Beginn der Saison 2013/14 mit einem bis 2016 dauernden Vertrag in den Profikader der Fortunen aufgenommen worden war, erlitt Bebou bei einem Uhrencup-Spiel gegen den Grasshopper Club Zürich am 9. Juli 2013 in einem Kopfballduell einen Schädelbruch und eine Rückenmarksverletzung, die für kurze Zeit von einer Lähmung des rechten Arms begleitet waren, dann aber ohne weitere neurologische Folgen verheilten.
Am 15. September 2013 hatte er als offensiver Mittelfeldspieler im Kader von Fortuna Düsseldorf ab der 62. Spielminute gegen Dynamo Dresden sein Profidebüt in der 2. Bundesliga. Übergangsweise spielte er jedoch wieder in der zweiten Mannschaft, die in der Regionalliga West erfolgreich ist. Im Januar 2014 musste sich Bebou, der wegen eines Knorpelabrisses im rechten Knie seit Wochen unter Beschwerden litt, in der Hessing-Klinik in Augsburg einer Operation unterziehen. Am 10. Juli 2014 wurde der laufende Vertrag vorzeitig bis zum 30. Juni 2017 verlängert.
Nachdem Bebou am 6. März 2015 im Heimspiel gegen den VfL Bochum als Einwechselstürmer bereits seinen Wiedereintritt in den Bundesliga-Kader gefeiert hatte, zeigte er am 21. März 2015 – ebenfalls unter Taşkın Aksoy als Trainer – seinen ersten Bundesliga-Startelfeinsatz in der ersten Mannschaft. In diesem Spiel beendete Fortuna eine Erfolgsserie des SV Darmstadt 98 durch einen 2:0-Heimsieg. Sein erstes Tor für die erste Mannschaft erzielte Bebou am 13. September 2015, als er beim 3:0-Sieg über den TSV 1860 München den Ball in der neunten Spielminute mit dem Kopf in das gegnerische Gehäuse beförderte. Durch Spieleinsatz am 3. März 2017, bei dem sein Elfmeter-Tor in letzter Spielminute den 2:1-Sieg seiner Mannschaft über den VfL Bochum bedeutete, verlängerte sich Bebous Engagement bei Fortuna gemäß Vertragsklausel bis zum Sommer 2018.

#### Hannover 96
Am 31. August 2017, dem letzten Tag der Sommertransferperiode, wechselte er zu Hannover 96. Sein Debüt gab er am 9. September 2017 (3. Spieltag) beim 1:1-Unentschieden im Auswärtsspiel gegen den VfL Wolfsburg mit Einwechslung für Manuel Schmiedebach in der 64. Minute. Sein erstes Bundesligator erzielte er am 15. September 2017 (4. Spieltag) beim 2:0-Sieg im Heimspiel gegen den Hamburger SV mit dem Treffer zum Endstand in der 82. Minute. Im Heimspiel am 28. Oktober 2017 (10. Spieltag), das mit einem 4:2-Sieg über Borussia Dortmund endete, gelang ihm sein erster Doppeltorerfolg.

#### TSG 1899 Hoffenheim
Nach dem Abstieg mit Hannover 96 wechselte Bebou zur Saison 2019/20 zur TSG 1899 Hoffenheim, bei der er einen Vertrag bis zum 30. Juni 2023 erhielt.
Am 17. Dezember 2021 verkündete die TSG die vorzeitige Verlängerung mit Bebou. Der Vertrag läuft nun bis 2026.

### Nationalmannschaft
Bebou debütierte am 4. September 2016 in der togoischen Nationalmannschaft beim 5:0-Sieg gegen Dschibuti. Er wurde für die Afrikameisterschaft 2017 in Gabun nominiert. Nach zwei Niederlagen, gegen Marokko (1:3) und die DR Kongo (1:3), und einem Unentschieden gegen die Elfenbeinküste (0:0) schied man in der Gruppenphase aus. Bebou spielte alle drei Gruppenspiele durch.